# Division 3 (Schweden)
Division 3 ist die fünfte Ebene in der Fußballligapyramide Schwedens. Auf dieser Ebene treffen 144 Fußballmannschaften in 12 Ligen aufeinander. In den Jahren 1928 bis 1986 war die Division 3 die dritte Ebene. Bis zu einer erneuten Reform 2006 bildete die Division 3 die vierte Ebene. Diese Ligaebene ist die niedrigste Spielklasse in der Verantwortung des nationalen Fußballverbandes Svenska Fotbollförbundet, für den Spielbetrieb in den niedrigeren Spielklassen zeichnen die regionalen Verbände verantwortlich.

## Modus
Die 144 Mannschaften sind 12 regionale Ligen eingeteilt. Jede Mannschaft spielt in einer Saison je 2 Spiele gegen jede andere in der gleichen Liga. Ein Spiel findet zu Hause, das andere auswärts statt. Nach Abschluss des 22. Spieltages steigen die 12 Meister in die Division 2 auf und die 12 Zweiten spielen eine Relegations-Playoffs gegen die 12 drittschlechtesten Mannschaften der Division 2.
Die jeweils letzten drei Mannschaften jeder Liga steigen in die Division 4 ab. Die Viertletzten spielen Playoffs gegen Mannschaften aus der Division 4.